# Monty Python
Els Monty Python va ser un grup britànic d'humoristes que van sintetitzar en clau d'humor la idiosincràsia britànica dels anys seixanta i setanta que va crear el programa de televisió d'esquetxos Monty Python's Flying Circus (El Circ Ambulant de Monty Python), que es va emetre per primera vegada a la BBC el 5 d'octubre de 1969. Es van realitzar 45 episodis en quatre sèries. El fenomen Python es va convertir en quelcom de més abast i influència a partir de la sèrie de televisió, incloent espectacles de teatre en gira, pel·lícules, àlbums, llibres i musicals. La influència dels Python en la comèdia s'ha comparat amb la dels Beatles a la música. Considerat una icona perdurable de la cultura pop de la dècada de 1970, el seu programa d'esquetxos s'ha qualificat "un moment important en l'evolució de la comèdia televisiva". La sèrie va continuar en antena fins al 1974 i es va emetre múltiples vegades en diferents països.
El fenomen dels Monty Python va transcendir el món televisiu i els seus integrants van ser responsables de la producció i interpretació de diverses pel·lícules:
- 1971: And Now for Something Completely Different
- 1975: Monty Python and the Holy Grail
- 1979: La vida de Brian (Monty Python's Life of Brian)
- 1982: Monty Python Live at the Hollywood Bowl
- 1983: Monty Python's The Meaning of Life

Els components del grup van ser:
- Eric Idle
- Michael Palin
- John Cleese
- Terry Gilliam
- Terry Jones
- Graham Chapman

Alguns dels seus components han triomfat també en solitari. Terry Jones ha dirigit llargmetratges i ha protagonitzat diverses sèries documentals. Terry Gilliam ha dirigit diverses pel·lícules, entre elles El secret dels germans Grimm, Brazil o 12 Monkeys. John Cleese ha protagonitzat la popular sèrie d'humor Hotel Fawlty i ha actuat en moltes pel·lícules de cinema. Michael Palin ha estat el protagonista d'uns quants documentals de viatges de la BBC, el més notable dels quals és la sèrie La volta al món en 80 dies.